# Lê Thị Tuyết Hoa
Lê Thị Tuyết Hoa (sinh năm 1964) là nữ Kiểm sát viên Viện kiểm sát nhân dân tối cao Việt Nam. Bà từng giữ chức vụ Vụ trưởng Vụ thực hành quyền công tố và kiểm sát điều tra án trật tự xã hội (vụ 2), Viện kiểm sát nhân dân tối cao Việt Nam. Bà từng là thành viên Ủy ban Kiểm sát Viện kiểm sát nhân dân tối cao.

## Tiểu sử
Ngày 29 tháng 3 năm 2012, Chủ tịch nước Trương Tấn Sang ký Quyết định số 401/QĐ-CTN bổ nhiệm lại chức danh Kiểm sát viên Viện kiểm sát nhân dân tối cao đối với bà Lê Thị Tuyết Hoa (cùng 7 người khác là Trần Văn Trung, Phạm Mạnh Hùng, Trần Kim Chi, Nguyễn Thanh Hồng, Đỗ Văn Hãn, Nguyễn Thị Thanh Tâm, và Lương Minh Thống).
Ngày 18 tháng 9 năm 2012, Lê Thị Tuyết Hoa, Kiểm sát viên Viện kiểm sát nhân dân tối cao, được Ủy ban thường vụ Quốc hội khóa 13 cử làm thành viên Ủy ban Kiểm sát Viện kiểm sát nhân dân tối cao.
Tháng 11 năm 2013, Lê Thị Tuyết Hoa là Vụ trưởng Vụ Thực hành quyền công tố và Kiểm sát điều tra án hình sự về trật tự xã hội (Vụ 1A), Viện kiểm sát nhân dân tối cao.
Ngày 13 tháng 4 năm 2015, Lê Thị Tuyết Hoa, Vụ trưởng Vụ Thực hành quyền công tố và kiểm sát điều tra án hình sự về trật tự xã hội, Viện kiểm sát nhân dân tối cao Việt Nam được Chủ tịch nước Trương Tấn Sang bổ nhiệm giữ chức danh Kiểm sát viên VKSNDTC.
Lê Thị Tuyết Hoa là đảng viên Đảng Cộng sản Việt Nam.
Ngày 18 tháng 8 năm 2017, tại Đại hội Chi bộ Vụ thực hành quyền công tố và kiểm sát điều tra án trật tự xã hội (Vụ 2), VKSND tối cao, Lê Thị Tuyết Hoa, Vụ trưởng được bầu giữ chức vụ Bí thư Ban Chi ủy Chi bộ Vụ 2 nhiệm kì 2017-2020.
Tháng 8 năm 2019, bà thôi giữ chức vụ Vụ trưởng Vụ 2, Viện kiểm sát nhân dân tối cao.